# Organización territorial de Colombia
Colombia, oficialmente República de Colombia, es un país soberano situado en la región noroccidental de América del Sur, que se constituye en un estado unitario, social y democrático de derecho cuya forma de gobierno es presidencialista. Es una república organizada políticamente en departamentos descentralizados y el distrito capital de Bogotá, sede del Gobierno Nacional.
Según la Constitución de 1991, Colombia está compuesta por 32 departamentos y un distrito capital. Los gobiernos departamentales se encuentran divididos en tres poderes: La rama ejecutiva, ejercida por el gobernador departamental, elegido cada cuatro años. Cada departamento tiene su propia asamblea departamental, corporación pública de elección popular regional que goza de autonomía administrativa y presupuesto propio. Las asambleas departamentales están conformadas por no menos de 11 diputados ni más de 50, elegidos popularmente para un periodo de 4 años. Las asambleas departamentales emiten ordenanzas de obligatorio cumplimiento en su jurisdicción territorial o departamento.

## Primer nivel administrativo

### Departamentos
Los departamentos son las unidades territoriales de primer nivel en Colombia. El país se divide administrativa y políticamente en 32 departamentos, los cuales son gobernados desde sus respectivas ciudades capitales. Los departamentos forman regiones geográficas, culturales y económicas. De acuerdo con el Artículo 298 de la Constitución Política de Colombia de 1991, es una entidad territorial que goza de autonomía para la administración de los asuntos seccionales y la planificación y promoción del desarrollo económico y social dentro de su territorio en los términos establecidos por la Constitución y las leyes.
Anteriormente existían las figuras de comisaría e intendencia, las cuales conformaban los llamados territorios nacionales. Su régimen administrativo era muy distinto a los departamentos, siendo relegado este a las disposiciones del gobierno central; entre las que se encontraban: Guainía, Vaupés, Vichada, entre otros. Sin embargo, estas fueron elevadas a la categoría de departamento por medio de la constitución nacional de 1991.

### Distrito Capital
Bogotá, junto con los treinta y dos departamentos forman la República de Colombia. Es la capital de Colombia y del departamento de Cundinamarca. Está administrada como distrito capital, y goza de autonomía para la gestión de sus intereses dentro de los límites de la Constitución y la ley. A diferencia de los demás distritos de Colombia, Bogotá es una entidad territorial de primer orden, con las atribuciones administrativas que la ley confiere a los departamentos. Está constituida por 20 localidades y es el epicentro político, económico, administrativo, industrial, artístico, cultural, deportivo y turístico del país.

## Segundo nivel administrativo

### Municipios

Tipología de municipios en Colombia.

Los municipios corresponden al segundo nivel de división administrativa en Colombia, que mediante agrupación conforman los departamentos. Colombia posee 1.103 municipios,que de acuerdo con el Artículo 311 de la Constitución Política de Colombia de 1991, la Ley 136 del 2 de junio de 1994 y la ley 1551 de 2012 es la entidad territorial fundamental de la división político-administrativa del Estado, con autonomía política, fiscal y administrativa dentro de los límites que le señalen la Constitución y las leyes de la República. 
Los municipios de Colombia poseen una cabecera municipal, centros poblados y rural disperso.
Cada municipio posee una cabecera municipal, la cual es una población que suele llevar el mismo nombre del municipio y funge como su capital. Existen aproximadamente 39 casos en los que el nombre del municipio no se corresponde con el de su cabecera (véase municipios heteronominales de Colombia).

### Distritos
Los distritos son municipios que tienen una o varias características que las destaca o diferencia de entre los municipios circundantes, como puede ser su importancia política, comercial, histórica, turística, cultural, industrial, ambiental, portuaria o fronteriza. Colombia posee doce distritos reconocidos: Bogotá, Barranquilla, Cartagena de Indias, Santa Marta, Buenaventura, Riohacha, Cali, Mompox, Barrancabermeja, Turbo, Tumaco y Medellín.
El primer distrito que se creó en Colombia fue el Distrito Federal (1861), que fue la cuna del Distrito Especial en 1954. Mucho más tarde, la Constitución de 1991, en su artículo 356, creó los distritos de las tres principales ciudades del norte del país: Barranquilla, Cartagena de Indias y Santa Marta. La misma constitución de 1991 cambió el nombre de Bogotá por el de Santafé de Bogotá, Distrito Capital, que cambió de nuevo en el año 2000 a Bogotá, Distrito Capital.
Los distritos antes mencionados funcionan de forma similar a los municipios dentro de sus respectivos departamentos y son jurisdicción de los mismos, mientras que Bogotá posee una relación especial con el departamento de Cundinamarca pues este último no ejerce autoridad sobre el distrito capital, con lo cual Bogotá se considera una entidad de primer orden siendo autónoma e independiente del departamento. Los tribunales de Bogotá y Cundinamarca tienen jurisdicción sobre Bogotá, mas no así el gobernador ni la asamblea. Los distritos se dividen en localidades (aunque habrá excepciones según lo establecido por la ley para su adopción).

### Áreas no municipalizadas
Las áreas no municipalizadas son una forma atípica de organización territorial que prevalece en algunos departamentos que antes eran intendencias y comisarías. Estas áreas corresponden a determinados centros poblados que junto a sus alrededores no pertenecen a ninguno de los municipios ya existentes, al contrario de los corregimientos cuya jurisdicción territorial está supedita a un municipio. 
Las áreas no municipalizadas están coordinadas por la asamblea departamental y administradas por un inspector designado por el gobernador del departamento al que pertenecen. A pesar de que la constitución política de 1991 no contempla esta figura, se encuentra reglamentadas por decreto presidencial. Actualmente existen 19 áreas no municipalizadas en todo el país (Incluye la Isla de San Andrés).

## Tercer nivel administrativo

### Comunas

Mapa del término municipal de Medellín, donde se muestra la división de su cabecera municipal (comunas) y el resto municipal (corregimientos).

Con el nombre de comunas se denomina a una unidad administrativa de la cabecera municipal de una ciudad media o principal del país y que agrupa sectores o barrios determinados. La mayoría de las ciudades capitales de departamentos están divididas en comunas. Dichas comunas son creadas por los concejos municipales de acuerdo a las propias necesidades de la población y el territorio que habitan. La creación de comunas tiene como fin la administración de los servicios que se brindan a una población urbana determinada. Cada comuna está regida por una Junta Administradora Local (JAL).

### Corregimientos
De acuerdo, al ordenamiento territorial colombiano, los concejos municipales pueden dotar a los núcleos de población alejados o no aglomerado de la cabecera municipal de funciones administrativa a cargo de una Junta Administradora Local (Jal). Esta instancia intermedia lleva el nombre de Corregimiento. La Jal envían una terna para designar el corregidor.
Su función principal es funcionar como una instancia intermedia del área rural correspondiente con la administración del municipios que hace parte. Su equivalente en las cabeceras municipales son las comunas.
Según el artículo 117 de la Ley 1551 de 2012, con el fin de mejorar la prestación de los servicios y asegurar la participación de la ciudadanía en el manejo de los asuntos públicos de carácter local, los concejos podrán dividir sus municipios en corregimientos en el caso de que ciertos centros poblados y veredas contiguas tengan al menos 1000 habitantes. En el acuerdo mediante el cual se divida el territorio del municipio en corregimientos se fijará su denominación, límites y atribuciones, y se dictarán las demás normas que fueren necesarias para su organización y funcionamiento.

### Localidades

Localidades de Bogotá, Distrito Capital.

En Colombia, los distritos especiales estará divididos en localidades, de acuerdo con las características sociales de sus habitantes, con homogeneidad relativa desde el punto de vista geográfico, social, cultural y económico.Aunque habrá excepciones de acuerdo a la ley de mantener el ordenamiento territorial de los municipios como el caso de los últimos distritos creados como Medellín.
Están reglamentada de acuerdo a la Ley 1617 de 2013 (Régimen para los Distritos Especiales).

## Nivel urbano y rural
Las áreas urbanas y rurales de los municipios colombiano se encuentra reflejada en los diferentes niveles:

### Cabecera municipal
Cada municipio posee una cabecera municipal, la cual es una población que suele llevar comúnmente el mismo nombre del municipio y funge como su capital. El área geográfica delimitada por el perímetro censal, a su interior se localiza el centro administrativo del municipio: Alcaldía, Comando de Policía, Notaría, Juzgado, sede del Concejo Municipal. En muchas ocasiones se aplica el término municipio o casco urbano a la cabecera municipal.

### Centros poblados
Los centros poblados son los asentamientos o núcleos de población con una concentración de mínimo 20 viviendas contiguas, vecinas o adosadas entre sí, ubicadas en el área resto municipal o en una área no municipalizada. Tal aglomeración presenta algunas características urbanas como vías vehiculares y peatonales. Además, de ciertas dotación de infraestructura que suelen en ocasiones atender a la población dispersa (veredas) en su área de influencia.

### Veredas

Veredas del municipio de Envigado.

El área rural dispersa (Rural disperso) es una delimitación geográfica que está fuera del perímetro urbano de la cabecera municipal, los centros poblados, en el límite municipal. Se caracteriza por la disposición dispersa de viviendas y explotaciones agropecuarias existentes en ella.
Los municipios le han otorgado la categoría de división territorial, bajo el nombre de Vereda. Las veredas se conformaron a partir del aglutinamiento de la población rural cercana a los caminos veredales que cruzaban los términos municipales y que servían de comunicación entre varias municipios; estos asentamientos en algunos casos quedaron con población dispersa y en otros formaron un centro poblado.

## Esquemas asociativos territoriales

### Áreas metropolitanas

Áreas metropolitanas del país.

Un área metropolitana es, de acuerdo al artículo 2° de la ley 1625 de 29 de abril de 2013, una entidad administrativa de derecho público, formada por un conjunto de dos o más municipios integrados alrededor de un municipio núcleo vinculados entre sí por dinámicas e interrelaciones territoriales, ambientales, económicas, sociales, demográficas, culturales y tecnológicas que para la programación y coordinación de su desarrollo sustentable requieren una administración coordinada. Estas están dotadas de personería jurídica de derecho público, autonomía administrativa y patrimonio privado. En Colombia han sido configuradas y/o reconocidas 8 áreas metropolitanas.

### Subregiones departamentales

Mapa que muestra los departamentos divididos en subregiones.

Existe un tipo de subdivisiones internas de los departamentos (más de carácter histórico que jurídico) conformadas por agrupaciones municipales, y que reciben las denominaciones de subregiones o provincias (este último solo en los departamentos de Santander, Boyacá y Cundinamarca). Es utilizado como método de planificación, de recolección de información y, en ciertos departamentos, se mantiene su vigencia para la zonificación y administración de algunos servicios públicos. La mayoría de los departamentos colombianos utiliza este método de organización territorial. Son inexistentes en los departamentos amazónicos y de los Llanos orientales (exceptuando, El Meta).

#### Provincias Administrativas y de Planificación – PAP
El artículo 286 de la Constitución política de Colombia se expresa que la creación de provincias, las cuales pueden tener el carácter de entidades territoriales si cumplen con los términos de la constitución y de la ley. Adicionalmente la constitución colombiana en su artículo 321 trata sobre su creación, conformación y organización mediante régimen administrativo:

Las provincias se constituyen con municipios o territorios indígenas circunvecinos, pertenecientes a un mismo departamento. La ley dictará el estatuto básico y fijará el régimen administrativo de las provincias que podrán organizarse para el cumplimiento de las funciones que les deleguen entidades nacionales o departamentales y que les asignen la ley y los municipios que las integran. Las provincias serán creadas por ordenanza, a iniciativa del gobernador, de los alcaldes de los respectivos municipios o del número de ciudadanos que determine la ley. Para el ingreso a una provincia ya constituída deberá realizarse una consulta popular en los municipios interesados. El departamento y los municipios aportarán a las provincias el porcentaje de sus ingresos corrientes que determinen la asamblea y los concejos respectivos.

### Regiones Administrativas de Planificación (RAP)
Según lo establece el artículo 306 de la constitución colombiana de 1991, dos o más departamentos podrán constituirse en regiones administrativas y de planificación, con personería jurídica, autonomía y patrimonio propio. En otras palabras, son una figura asociativa que les permitirá a los departamentos aliarse para impulsar proyectos regionales y objetivos comunes para desarrollar sus economías, la competitividad, la integración en megaproyectos de infraestructura estratégica, fomentar el desarrollo rural y social del territorio. Una vez que la región administrativa haya alcanzado sus objetivos y haber funcionado durante cinco años, se crearía una segunda instancia, las Regiones Entidades Territoriales (RET) ya de carácter político-administrativa.

## Otras áreas definidas

### Territorios indígenas

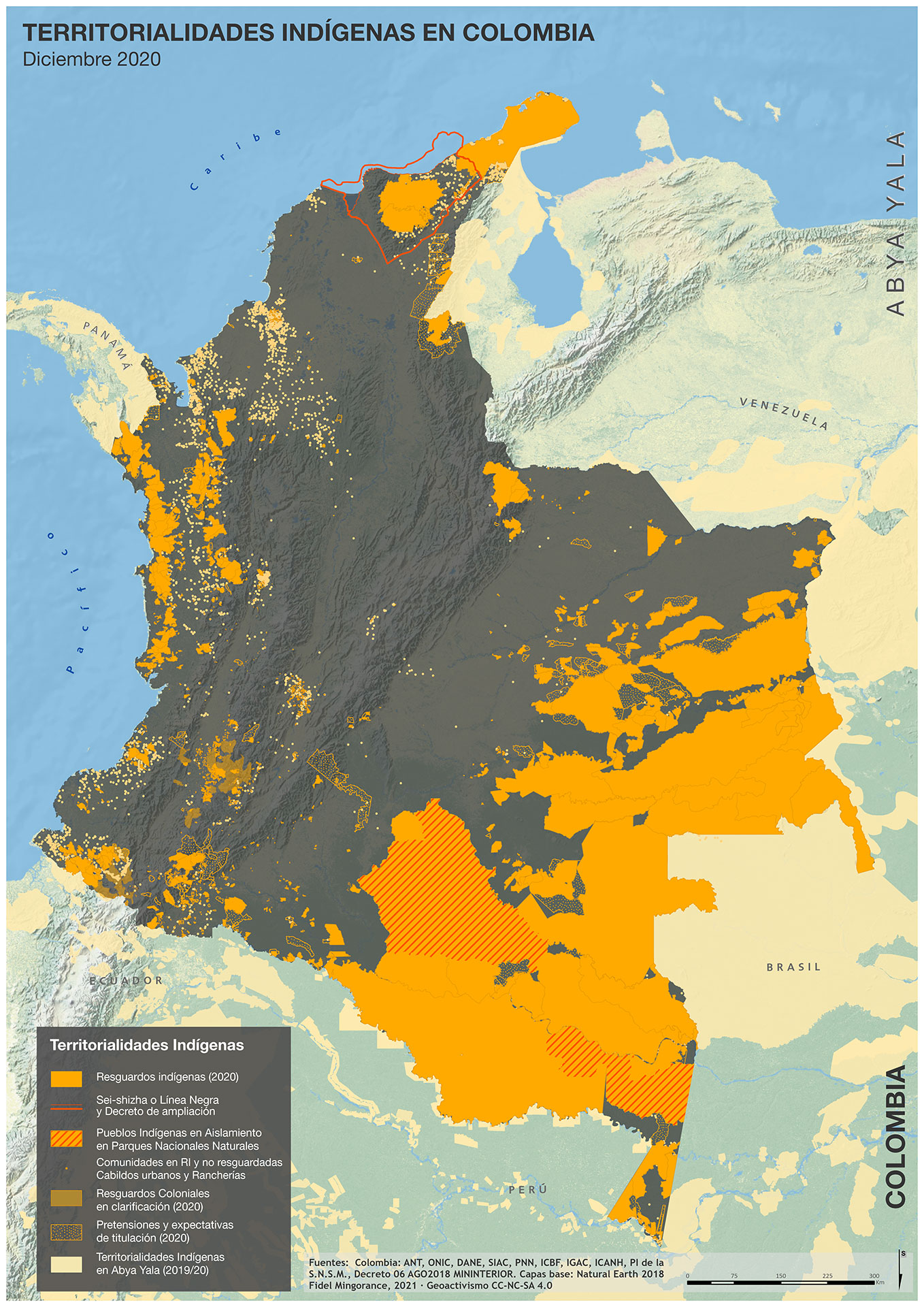
Territorios indígenas (o resguardos) dentro de Colombia, representados en dorado.

Los territorios indígenas son, en Colombia, áreas de régimen especial creados de común acuerdo entre el gobierno y las comunidades indígenas. En casos donde los territorios indígenas abarcan más de un departamento o municipio, los gobiernos locales administran de forma conjunta con los consejos indígenas dichos territorios, tal como está establecido en los artículos 329 y 330 de la Constitución de Colombia. Igualmente los territorios indígenas pueden llegar a tener carácter de entidad territorial cuando cumplen los requisitos de la ley.

### Unidades de planificación y gestión territorial
Los Planes de Ordenamiento Territorial son herramientas esenciales en Colombia para la gestión y el desarrollo urbano sostenible. Permiten a los entes territoriales establecer una visión estratégica del uso y ocupación del suelo, integrando consideraciones ambientales, económicas y sociales. Para esto se utiliza como herramienta las denominadas: Unidades de Planificación y Gestión Territorial, las cuales son fundamentales para identificar las características específicas de cada zona o región, y así poder diseñar políticas públicas efectivas que promuevan un crecimiento equilibrado y respetuoso con el entorno natural y las necesidades de la comunidad.
Las Unidades de Planificación y Gestión Territorial más usadas para organizar las zonas de un ente territorial son las Unidades de Planificación Rural y las Unidades Espaciales de Funcionamiento. El ejemplo más conocido a nivel nacional son las "UPL" (Unidades de Planeamiento Local) de Bogotá.

### Zonas de reserva campesina
Las zonas de reserva campesina son una figura de ordenamiento territorial protegido en Colombia establecidas por la ley 160 de 1994 que busca entregarle a los campesinos las tierras que son del Estado pero que no están siendo aprovechados, con el único fin de beneficiar las comunidades campesinas, la economía campesina y los ecosistemas, con objetivos sociales, económicos, culturales y ecológicos.
El objetivo de las zonas de reserva campesina es generar las condiciones para la adecuada consolidación y desarrollo sostenible de la economía campesina y de los colonos en las zonas rurales, con el fin de superar las causas de los conflictos sociales que las afectan, y en general, crear las condiciones para el logro de la paz y la justicia social en las áreas respectivas.

### Territorios PDET

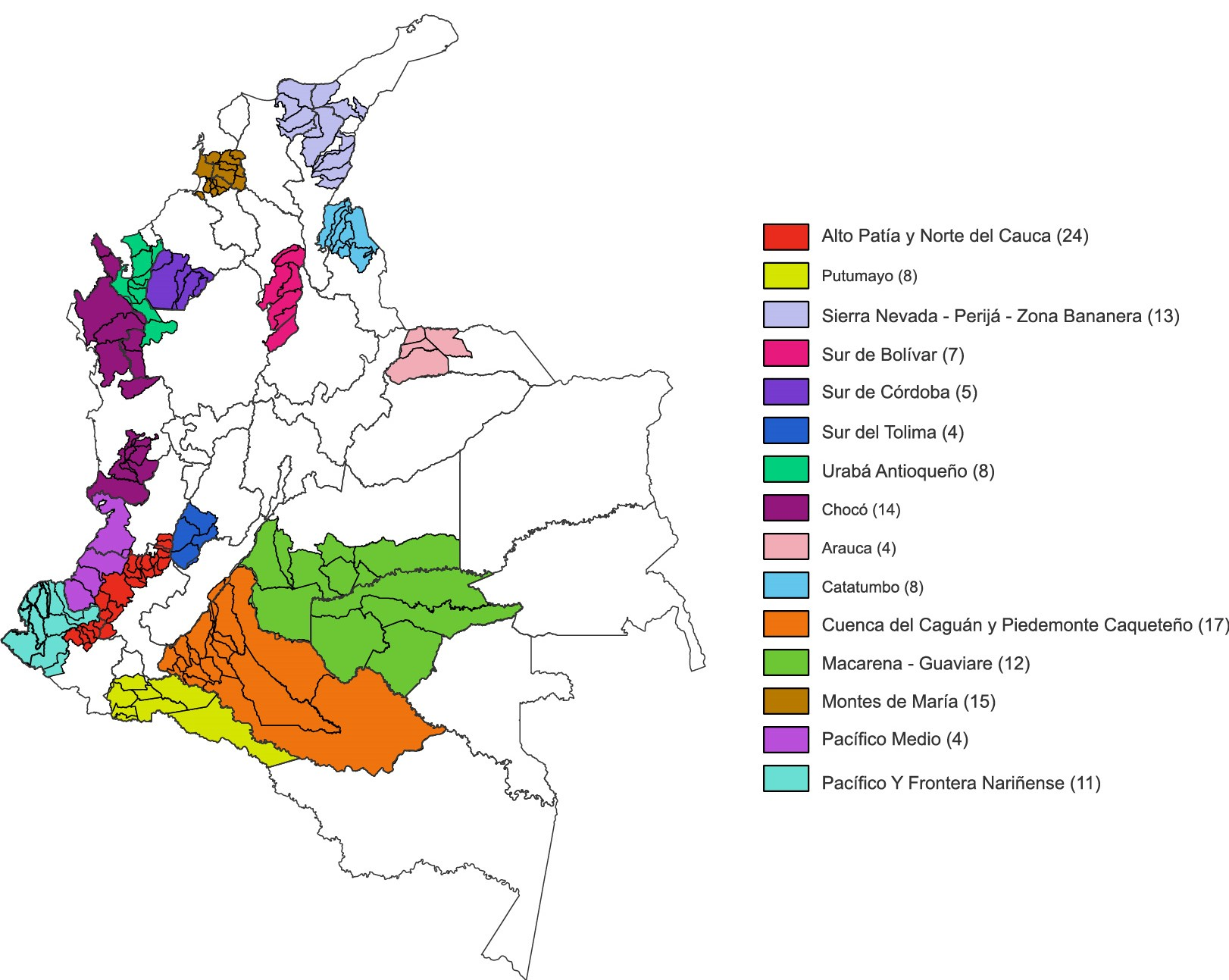
Territorios PDET actuales.

Los Territorios PDET son regiones y municipios colombianos focalizados por el gobierno de Colombia como medidas para incorporar la implementación de los acuerdos de paz con recursos territoriales y articular los esfuerzos entre los distintos niveles de Gobierno para la transformación regional. Estos fueron creado por el Decreto 893 de 2017. A la fecha se han definido 16 subregiones del país focalizados en 170 municipios. Además, desde las elecciones legislativas de Colombia de 2022 tienen representación propia en la Cámara de Representantes de Colombia con 16 curules bajo el nombre de «Circunscripciones Transitorias Especiales de Paz» (CTREP).